# Sebastian Englert
Sebastian Englert OFMCap (* 17. November 1888 in Dillingen als Franz Anton Englert; † 8. Januar 1969 in New Orleans) war ein deutscher Missionar und Sprachenforscher.

## Leben
Der Vater Sebastian Englert war Gymnasiallehrer für Altphilologie in Dillingen, dann in Burghausen und ab 1894 in Eichstätt (ab 1908 Oberstudiendirektor des dortigen Gymnasiums; nach dem Tod seiner Frau 1924 zum Priester geweiht, † 1933). Die Mutter war die gebürtige Berta Prechter aus Neuburg an der Donau. Franz Anton, wie die Taufnamen des späteren Kapuziners lauteten, war das vierte von insgesamt 17 Kindern dieser Ehe. In Dillingen kam er als Ministrant in Kontakt mit den Kapuzinern. In Eichstätt besuchte er das Humanistische Gymnasium; als begabter Schüler kam er in den Genuss eines Freiplatzes. Nach dem Absolutorium 1907 trat er dem Kapuzinerorden bei und erhielt dort den Ordensnamen Sebastian und damit den Vornamen seines Vaters. 1908 bis 1912 studierte er an der Philosophisch-theologischen Hochschule Dillingen Philosophie und Theologie. Die Priesterweihe empfing er am 25. Juli 1912 in Augsburg und feierte am 27. Juni 1912 in Eichstätt seine Primiz.  Erste seelsorgerliche Tätigkeiten folgten in Altötting und München.
Während des gesamten Ersten Weltkriegs diente er als Feldgeistlicher an den Fronten in Frankreich und Belgien. Nach dem Krieg wirkte er fünf Jahre lang als Kaplan in München-Schwabing. 1922 ging der sprachbegabte Englert auf eigenen Wunsch als Missionar nach Chile zu den Araukanern, einem Indianervolk in den südlichen Anden; bei ihnen wirkte er bis 1934, ab 1927 als Missionspfarrer der ausgedehnten Pfarrei von Villarrica, ab 1930 als Missionar der neuen Missionsstation Pucón. Nach einer auf Einladung der Staatsuniversität Chile Ende 1935/Anfang 1936 unternommenen Forschungsreise auf die Osterinsel wirkte er dort ab Ende 1937 bis zu seinem Tod als Missionspriester. Er errichtete die Pfarrei Osterinsel, deren erster Pfarrer er wurde.
Auf der Osterinsel erlernte er die Sprache der Einheimischen und betätigte sich neben seiner Missionsarbeit vor allem auch als Erforscher der Sprache und Kulturgeschichte der Osterinsel. Er publizierte mehrere Bücher, darunter als sein Hauptwerk La Tierra de Hotu Matu´a (dt.: Die Erde des Hotu Matua), das 1948 in Chile veröffentlicht wurde. Es handelt sich um eine Studie über Geschichte, Archäologie, Ethnologie und Sprache der Osterinsel. Er publizierte auch in wissenschaftlichen Zeitschriften. Er schrieb nicht nur die Sagen und Legenden der Indianer auf, sondern setzte sich auch für den Erhalt der riesigen Steinfiguren der Osterinseln ein, die „Moai“ ein, die er katalogisierte und nummerierte.
Wegen seines Engagements für die Insulaner, besonders für die Leprakranken, und seiner unbestrittenen Autorität auf der Insel überlieferte 1956 der norwegische Forscher Thor Heyerdahl, dass P. Englert in Chile der „ungekrönte König der Osterinsel“ genannt wurde. Heyerdahl schilderte ihn so: „Vor dem Hintergrund eines tiefblauen Himmels stand er nun breitschulterig und aufrecht vor mir, in seiner weißen Kutte, einen Strick um den Leib. Darunter trug er große, blanke Stiefel. Barhäuptig, mit zurückgeworfener Mähne und wallendem Bart, glich er einem Apostel oder Propheten. Ich sah in ein vom Wind gerötetes Gesicht mit forschenden Augen und klugen Lachfältchen und streckte ihm die Hand entgegen. ‚Willkommen auf meiner Insel’, waren seine ersten Worte.“. Heyerdahl nannte „Father Sebastian“ rückblickend 1988 einen "„unvergeßlichen Freund“.
Englert starb am 8. Januar 1969 während einer Vortragsreise in den USA. Seine Urne wurde auf der Osterinsel in der Nähe des Ahu Tahai beigesetzt.

## Ehrungen
- 1957, im Jahr der Erbauung seiner neuen Pfarrkirche, wurde Englert durch den König von Norwegen zum Ritter des Sankt Olav-Ordens ernannt.
- 1963 Bundesverdienstkreuz Erster Klasse
- 1963 „Orden al mérito Bernardo O’Higgins“.
- Eine Hauptstraße in Hanga Roa ist nach ihm benannt.
- In Tahai auf der Osterinsel wurde 1985 das „Museo Antropologico Padre Sebastian Englert“ („Anthropologisches Museum von Pater Sebastian Englert“) zur Geschichte der Osterinsel errichtet.
- 1988/89 widmete ihm die Universitätsbibliothek Eichstätt eine Ausstellung. Sie verwahrt neben dem Nachlass seines Vaters (Nl 127) im Nachlass Nl 88 weitere familiäre Erinnerungsstücke (z. B. Fotos, Briefe und Zeitungsartikel).[4]

## Werke (Auswahl)
- Diccionario rapanui-espanol. 1. Auflage Santiago de Chile 1938. 2. Auflage in: Idioma Rapanui. Santiago de Chile, 1978, S. 90–287
- Tradiciones de la Isla de Pascua en idioma rapanui y castellano. Padre las Casas 1939
- La Tierra de Hotu Matu´a. Padre las Casas, 1948. 9. Auflage, Editorial Universitaria, Santiago de Chile 2004, ISBN 956-11-1704-5
- Island at the Center of the World. New Light on Easter Island. New York: Charles Scribner’s, 1970
- Leyendas de Isla de Pascua. Textos bilingües. Ediciones de la Universidad de Chile, Santiago de Chile, 1980
- Primer Siglo cristiano de la Isla de Pascua. Valparaiso 1964. (Deutsche Neuausgabe: Das erste christliche Jahrhundert der Osterinsel (1864–1964). Frankfurt am Main: Vervuert, 1996)
- Diverse Zeitschriften-Beiträge